# Song Lin (chimiste)
Pour les articles homonymes, voir Lin.
Song Lin est un électrochimiste organique sino-américain qui est professeur agrégé à l'université Cornell. Ses recherches portent sur le développement de nouvelles méthodologies organiques synthétiques qui utilisent l'électrochimie pour forger de nouvelles liaisons chimiques. Il est rédacteur en chef adjoint de la revue Organic Letters  et siège au comité consultatif de début de carrière de Chemistry - A European Journal. Il est nommé par Chemical & Engineering News comme l'un de leurs pionniers de 2022, un article mettant en lumière les chimistes LGBTQ+ du monde universitaire,.

## Enfance et éducation
Lin est né à Tianjin. Il s'intéresse aux sciences dès son enfance, réalisant de simples expériences domestiques, et il est soutenue par son professeur de chimie au lycée pour poursuivre une carrière dans la recherche. Il obtient son bachelor en chimie à l'université de Pékin où il travaille sous la supervision de Zhangjie Shi. Lin déménage aux États-Unis pour des études supérieures et rejoint le département de chimie organique de l'université Harvard pour des recherches doctorales, où il étudie la catalyse asymétrique des petites molécules avec Eric Jacobsen (en). 

## Recherche et carrière
Lin déménage à l'université de Californie à Berkeley pour ses recherches postdoctorales, où il travaille dans le laboratoire de Christopher Chang (en),. En étudiant l'électrocatalyse dans le laboratoire de Chang, il prend conscience de l'utilisation de matériaux poreux tels que les structures organiques covalentes (en) (COF) pour absorber le dioxyde de carbone. En collaboration avec le groupe Yaghi, Lin montre que les COF contenant de la porphyrine peuvent catalyser la réduction électrocatalytique du CO2 (en) en CO sous courant appliqué et dans un environnement aqueux,.
Lin commence sa carrière indépendante à l'université Cornell, où les recherches de son groupe se sont concentrées sur l'identification de nouvelles voies de synthèse pour des composés médicalement pertinents. Il se focalise sur l’utilisation de l’électrochimie pour piloter des réactions chimiques. L'électrochimie peut rendre la synthèse organique moins chère et plus respectueuse de l'environnement. Par exemple, Lin démontre une approche électrochimique pour synthétiser des 1,2-diamines à partir d'alcènes, qui sont des précurseurs utiles de produits naturels bioactifs, d'agents thérapeutiques et de catalyseurs moléculaires,. Plus récemment, le groupe de Lin développe une méthode permettant de coupler directement les halogénures d'alkyle par électrochimie, offrant ainsi une approche prometteuse pour cette transformation chimique difficile,.

## Récompenses et honneurs
- Prix Thieme du Chemistry Journal 2017 [16]
- Prix CAREER (en) 2018 de la Fondation nationale pour la science[17]
- Revue technologique du MIT 2019 Innovateurs de moins de 35 ans (en) [7]
- Bourse de la Fondation Alfred P. Sloan 2019 [18]
- 2019 Jeune enquêteur du Bureau de recherche navale [19]
- Bourse de conférences Bristol-Myers Squibb 2020 de l'Université de Princeton [20]
- Prix de bourse Cottrell de la Research Corporation (en) 2020 [21]
- Prix National Fresenius de l'American Chemical Society 2021[22],[23]
- Prix Camille Dreyfus enseignant-chercheur (en) 2021 [24],[25]
- Prix du nouveau chercheur FMC 2021[26]

## Publications (sélection)
- (en) Song Lin, Christian S Diercks, Yue-Biao Zhang, Nikolay Kornienko, Eva M Nichols, Yingbo Zhao, Aubrey R Paris, Dohyung Kim, Peidong Yang, Omar M Yaghi et Christopher J Chang, « Covalent organic frameworks comprising cobalt porphyrins for catalytic CO₂ reduction in water », Science, Amérique septentrionale, AAAS, vol. 349, no 6253,‎ 20 août 2015, p. 1208-1213 (ISSN 0036-8075 et 1095-9203, OCLC 1644869, PMID 26292706, DOI 10.1126/SCIENCE.AAC8343).
- (en) Niankai Fu, Gregory S Sauer, Ambarneil Saha, Aaron Loo et Song Lin, « Metal-catalyzed electrochemical diazidation of alkenes », Science, Amérique septentrionale, AAAS, vol. 357, no 6351,‎ 1er août 2017, p. 575-579 (ISSN 0036-8075 et 1095-9203, OCLC 1644869, PMID 28798126, DOI 10.1126/SCIENCE.AAN6206).
- (en) Christian S Diercks, Song Lin, Nikolay Kornienko, Eugene A Kapustin, Eva M Nichols, Chenhui Zhu, Yingbo Zhao, Christopher Chang et Omar Yaghi, « Reticular Electronic Tuning of Porphyrin Active Sites in Covalent Organic Frameworks for Electrocatalytic Carbon Dioxide Reduction », Journal of the American Chemical Society, ACS, vol. 140, no 3,‎ 29 décembre 2017, p. 1116-1122 (ISSN 0002-7863, 1520-5126 et 1943-2984, OCLC 01226990, PMID 29284263, DOI 10.1021/JACS.7B11940).